# Psychotria taitensis
La Psychotria taitensis és una espècie de plantes amb flor del gènere Psychotria de la família Rubiàcia. Aquest arbre és endèmic de Kenya, en la zona del Mont Kasigau  Arxivat 2010-06-25 a Wayback Machine. del districte de Taita Taveta. El seu nom científic fa referència a l'emplaçament geogràfic on se'l troba i a l'ètnia Taita (una de les tribus de Kenya) que habita la zona.